# 卡尔斯克龙
卡尔斯克龙是德国巴伐利亚州的一个市镇。总面积38.51平方公里，总人口4767人，其中男性2406人，女性2361人（2011年12月31日），人口密度124人/平方公里。